# Christian Blomqvist
Christian Blomqvist (ur. 16 kwietnia 1997 w Sollentunie) – szwedzki hokeista.

## Kariera
- SDE HF U16 (2012/2013)
- SDE HF J18 (2012/2013)
- AIK J18 (2013-2014)
- AIK J20 (2013/2014)
- Djurgårdens IF J18 (2014-2015)
- Djurgårdens IF J20 (2014-2015)
- Blainville-Boisbriand Armada (2015)
- Linköping HC J20 (2015-2016)
- AIK J20 (2016-2017)
- AIK (2016/2017)
- Wings HC Arlanda (2017-2018)
- Almtuna IS J20  (2017/2018)
- Almtuna IS (2017/2018)
- Vimmerby HC (2018-2019)
- Wings HC Arlanda (2019-2020)
- Borlänge HF (2020)
- Huddinge IK (2020-2021)
- Wings HC Arlanda (2021-2022)
- GKS Katowice (2022)
- Zagłębie Sosnowiec (2023-)
- Lørenskog IK (2023-)

Wychowanek klubu Sollentuna HC w rodzinnym mieście. Krótkotrwale występował w kanadyjskiej lidze juniorskiej QMJHL, a regularnie w szwedzkich rozgrywkach Allsvenskan i Hockeyettan. W czerwcu 2022 został zaangażowany do GKS Katowice w Polskiej Hokej Lidze. 29 grudnia 2022 ogłoszono rozwiązanie jego umowy. Na początku 2023 ogłoszono jego przejście do Zagłębia Sosnowiec. Od sezonu 2023/2024 zawodnik norweskiego Lørenskog IK.

## Sukcesy
Klubowe
- Złoty medal J20 SM: 2015 z Djurgårdens IF J20
- Brązowy medal J20 SM: 2017 z AIK J20
- Superpuchar Polski: 2022 z GKS Katowice